# Tiaoma
Tiaoma (kinesiska: 跳马, 跳马乡) är en socken i Kina. Den ligger i provinsen Hunan, i den södra delen av landet, omkring 18 kilometer sydost om provinshuvudstaden Changsha. Antalet invånare är 61421. Befolkningen består av 28 307 kvinnor och 33 114 män. Barn under 15 år utgör 14,0 %, vuxna 15-64 år 75 %, och äldre över 65 år 9,0 %.
Genomsnittlig årsnederbörd är 1 884 millimeter. Den regnigaste månaden är maj, med i genomsnitt 338 mm nederbörd, och den torraste är oktober, med 45 mm nederbörd.